# Костли, Аллан Энтони
Алан Энтони Костли Блайден (исп. Allan Anthony Costly Blyden; 13 декабря 1954, Тела, Гондурас) — гондурасский футболист.

## Биография
Большую часть своей карьеры Костли провел на родине. Там он стал известен благодаря выступлениям за клубы «Реал Эспанья» и «Петротела». Один сезон защитник отыграл в Испании. Футболист провел шесть матчей в Примере за «Малагу».
На протяжении нескольких лет Костли выступал за сборную Гондураса. В ее составе он принимал участие на Чемпионате мира 1982 года в Испании, где он участвовал во всех трех матчах «катрачос». Всего за национальную команду провел 41 игру и забил два мяча.

## Достижения
- Чемпион наций КОНКАКАФ (1): 1981.
- Серебряный призер чемпионата наций КОНКАКАФ (1): 1985.
- Чемпион Гондураса (2): 1980/81, 1988/89, 1990/91.

## Семья
Сын Алана Карло Костли (род. 1982) также стал футболистом и выступал за сборную Гондураса на Чемпионате мира 2014 года в Бразилии.